# 乌克兰希腊礼天主教圣母无玷始胎主教座堂
乌克兰希腊礼天主教圣母无玷始胎主教座堂（Cathedral of the Immaculate Conception）属于乌克兰希腊礼天主教会，为乌克兰希腊礼天主教费城总教区的主教座堂，位于美国费城北富兰克林街830号。
该堂由19世纪来自奥匈帝国的鲁塞尼亚人创建于1886年。目前的教堂为拜占庭复兴风格，模仿了伊斯坦布尔的圣索菲亚大教堂。1966年兴建，包含来自圣伯多禄墓的石头，系教宗保禄六世所赠 。 